# Bütgenbach
Bütgenbach és un municipi belga de la província de Lieja a la regió valona i a la Comunitat Germanòfona de Bèlgica al marge del riu Warche. El 2009 tenia uns 5684 habitants.

## Història

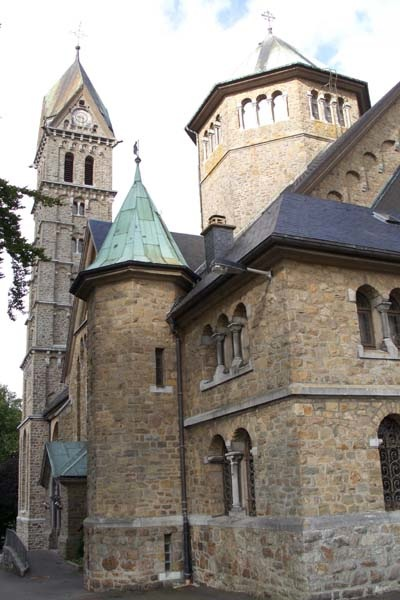
Església de Bütgenbach

El primer esment de Bütgenbach data de l'època carolíngia quan era una dependència de la cort de Büllingen. El primer esment escrit data del 1130 en un document de l'abadia de Malmedy. De 1200 a 1214 pertanyia a l'aleshores comte de Luxemburg i més tard, per aliança matrimonial al ducat de Limburg.
El 1237, els duc de Limburg van ordenar la construcció d'un castell fortificat al costat septentrional del poble, a un promontori al Warche. Aleshores es parlava del Hof Bütgenbach que comprenia Berg, Elsenborn, Faymonville, Nidrum, Sourbrodt i Weywertz. El 1265 escaigué per herència la casa de Falkenburg que posseïa també Monschau i més tard Sankt-Vith. Després el feu va passar al comtat de Vianden i a la casa de Nassau. Fins avui, el monarca dels Països Baixos sempre té el títol de Senyor de Bütgenbach.
Des de 1503 la casa de Nassau va donar Bütgenbach com feu als von Rolhausen. El 1689, l'exèrcit de Lluís XIV va destruir el castell i el 1795 les tropes revolucionàries van annexar Bütgenbach i tot el ducat de Luxemburg. Els francesos van destruir els restes del castell que van servir per a la construcció de moltes cases al poble.
Després del Congrés de Viena el 1815, Bütgenbach passà sota domini prussià. El 1893, els prussians van construir una caserna i un ferrocarril a Elsenborn. Després del tractat de Versalles (1919) va escaure a Bèlgica i l'exèrcit belga va recuperar les instal·lacions militars a Elsenborn. El 1920 el territori va dividir-se en quatre municipis independents: Bütgenbach, Elsenborn, Faymonville i Robertville.
El 1940, l'Alemanya Hitleriana va tornar a annexar-se el municipi. Durant la batalla de les Ardenes el 1944, el general Eisenhower ha establir el seu quarter general uns dies a Bütgenbach. El 1945 el municipi tornarà a ser belga.

## Economia
L'activitat major de Bütgenbach és el turisme. Al costat d'això, la presència militar a Elsenborn és una font d'ingressos important, tant com una sèrie de pimes.

## Nuclis
- Bütgenbach
- Elsenborn
- Berg
- Küchelscheid-Leykaul
- Nidrum
- Wywertz

## Punts d'interès turístic
- El pantà de Bütgenbach
- L'església de Sant Esteve de 1932 (arquitecte Henry Cunibert)
- Els narcisos botànics a la vall del Warche i del Holswarche
- Els senders turístics al pantà, la selva i les valls dels rius
- Els aiguamolls de Hohes Venn o Hautes Fagnes

1. ↑  «Registre de la població». Arxivat de l'original el 2009-10-07. [Consulta: 13 novembre 2009].